# Oellingen (Gelchsheim)
Oellingen ist ein Gemeindeteil des Marktes Gelchsheim im unterfränkischen Landkreis Würzburg in Bayern.

## Geografische Lage
Das Pfarrdorf Oellingen liegt im Osten des Gelchsheimer Gemeindegebietes an der Schleibachquelle. Nördlich ist Osthausen zu finden, weiter im Norden beginnt das Gebiet der Gemeinde Ochsenfurt mit dem Gemeindeteil Hopferstadt, Oellingen ist durch die Staatsstraße 2269 mit dem Ort verbunden. Im Osten liegt Gülchsheim, ein Gemeindeteil der Gemeinde Hemmersheim im mittelfränkischen Landkreis Neustadt an der Aisch-Bad Windsheim. Südlich liegt die Stadt Aub, während im Westen Gelchsheim selbst zu finden ist.

## Geschichte
Der Ortsname mit der Endung -ingen verweist auf eine sogenannte alemannisch-schwäbische Sippensiedlung. Vorsteher dieser Siedlung könnte ein gewisser Odilo gewesen sein. Oellingen hatte während des Mittelalters wahrscheinlich einen eigenen Ortsadel, der auf einer Burg im Süden des Dorfes saß. Früh kam das Dorf in den Einflussbereich des Hochstifts Würzburg. Im Zuge der Gegenreformation erweiterte Fürstbischof Julius Echter von Mespelbrunn die Dorfkirche. Im Jahr 1978 verlor die Gemeinde Oellingen ihre Unabhängigkeit.

## Baudenkmäler
Den Mittelpunkt des Haufendorfes bildet die katholische Pfarrkirche St. Vitus. Sie präsentiert sich als Saalbau mit eingezogenem Chor und Chorturm mit Spitzhelm. Das Langhaus der Kirche wurde im Jahr 1907 erweitert und so den steigenden Besucherzahlen angepasst. In den letzten Tagen des Zweiten Weltkrieges zerstörten die Amerikaner den typischen Spitzhelm der Kirche.
Am Kirchplatz befindet sich das Pfarrhaus aus dem 17. Jahrhundert. Das Haus ist ein zweigeschossiger Satteldachbau mit verputztem Fachwerkobergeschoss. Den Friedhof verlegte man im 19. Jahrhundert an den Dorfrand, er wurde 1926 erweitert. An der Ochsenfurter Straße befindet sich ein alter Ziehbrunnen. Daneben sind im Dorf und auf der Gemarkung von Oellingen viele Bildstöcke und Kleindenkmäler zu finden, die von Privatpersonen gestiftet wurden.

## Persönlichkeiten
- Ignaz Neubauer (1726–1795), Theologe und Hochschullehrer, Neubauer wirkte in Oellingen als Pfarrer und starb im Ort.
- Johann Michael Feder (1753–1824), katholischer Geistlicher und Hochschullehrer an der Universität Würzburg.